# Vila Cova (Fafe)
Vila Cova ist ein Ort und eine ehemalige Gemeinde (Freguesia) im Norden Portugals.
Vila Cova gehört zum Kreis Fafe im Distrikt Braga. Die Gemeinde hatte eine Fläche von 4,9 km² und 219 Einwohner (Stand 30. Juni 2011).
Am 29. September 2013 wurden die Gemeinden Vila Cova und Freitas zur neuen Gemeinde União das Freguesias de Freitas e Vila Cova zusammengeschlossen.

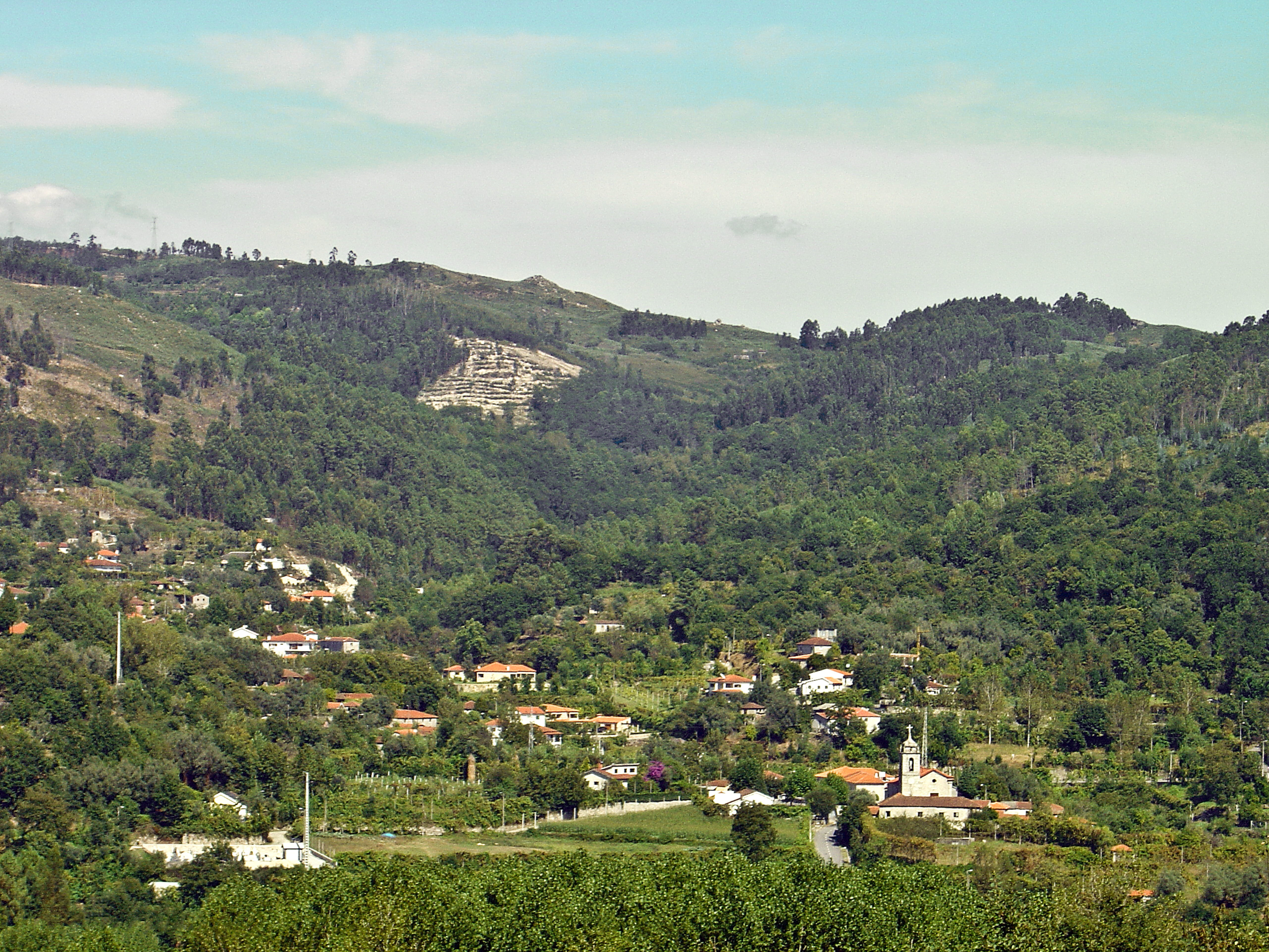
Vila Cova